# Municipio de Santa María Totolapilla
El municipio de Santa María Totolapilla es uno de los 570 municipios del estado mexicano de Oaxaca. Su cabecera es la localidad de Santa María Totolapilla.

## Geografía
El municipio de Santa María Totolapilla colinda al norte y este con el municipio de Santiago Lachiguiri, al sur con el municipio de Santa María Jalapa del Marqués, y al oeste con el municipio de Nejapa de Madero.

## Gobierno
El municipio de Santa María Totolapilla se rige mediante el sistema de usos y costumbres.
| Presidente municipal           | Periodo   |
| ------------------------------ | --------- |
| Abel Girón Cortés              | 1999-2001 |
| Macedonio Vizarretea Velásquez | 2002-2004 |
| Valentino Palomino Meléndez    | 2005-2007 |
| Guadalupe Landez Roque         | 2011-2013 |
| Pioquinto Jabadilla Laces      | 2013-2016 |
| Constantino Laces Ruíz         | 2017-2019 |
| Floriberto Monteros Mendoza    | 2020-2022 |
| Jubileo Landez Mendoza         | 2023-2025 |